# Oaxen Krog
Oaxen Krog, også kendt som Oaxen Krog & Slip, tidligere Oaxen Skärgårdskrog, er en restaurant i Stockholm, Sverige.
Den blev startet som en luksusrestaurant i den sydlige del af Stockholms skærgård, tæt ved øen Oaxen syd for indsejlingen til Södertälje kanal. Oaxen blev grundlagt i 1994 af Magnus Ek og Agneta Green, og den udviklede sig til at blive en af de bedst anmeldte restauranter i Sverige, og var senere blandt de 50 bedste restauranter i verden i fem år i træk på Restaurant Magazines liste.
Oaxen lukkede i september 2011 og genåbnede i 2013 i den nye Oaxen Krog & Slip nær Beckholmsbron ved Djurgården i Stockholm. Den åbnede i en gammel bygning, der var blevet gennemrestaureret af arkitekterne Mats Fahlander og Agneta Pettersson. I 2014 modtog restauranten sin første michelinstjerne og i 2015 modtog den to stjerne.
Oaxen Krog har en søsterrestaurant, Oaxen Slip, som ligger i samme bygning og er en bistro.
Tidligere drev parret også en delikatessebutik, Oaxen Skafferi, på Mariatorget i Stockholm.